# Regeringen Manuel Valls II
Regeringen Manuel Valls II er Frankrigs regering fra 26. august 2014 til 6. december 2016.

## Regeringen

### Ministre
|                                  | Portefølje                                                       |  | Minister               | Parti         |
| -------------------------------- | ---------------------------------------------------------------- |  | ---------------------- | ------------- |
|                                  | Premierminister                                                  |  | Manuel Valls           | PS            |
|                                  | Minister for udenrigs og samarbejde                              |  | Laurent Fabius         | PS            |
|                                  | Minister for økologi, bæredygtig udvikling og energi             |  | Ségolène Royal         | PS            |
|                                  | Minister for undervisning, forskning og videregående uddannelser |  | Najat Vallaud-Belkacem | PS            |
|                                  | Justitsminister                                                  |  | Christiane Taubira     | Walwari (PRG) |
|                                  | Finansminister                                                   |  | Michel Sapin           | PS            |
|                                  | Minister for økonomi, industri og digital                        |  | Emmanuel Macron        | partiløs      |
|                                  | Minister for sundhed og kvinders rettigheder                     |  | Marisol Touraine       | PS            |
|                                  | Minister for arbejde, beskæftigelse og social dialog             |  | François Rebsamen      | PS            |
|                                  | Forsvarsminister                                                 |  | Jean-Yves Le Drian     | PS            |
|                                  | Indenrigsminister                                                |  | Bernard Cazeneuve      | PS            |
| Fil:Patrick KANNER 7 réduite.pdf | Minister for byen, ungdom og sport                               |  | Patrick Kanner         | PS            |
|                                  | Minister for decentralisering og offentlig service               |  | Marylise Lebranchu     | PS            |
|                                  | Kultur- og kommunikations minister                               |  | Fleur Pellerin         | PS            |
|                                  | Minister for landbrug, skov og agroindustri                      |  | Stéphane Le Foll       | PS            |
|                                  | Minister for boliger og landets udvikling                        |  | Sylvia Pinel           | PRG           |
|                                  | Minister for de oversøiske områder                               |  | George Pau-Langevin    | PS            |

### Statssekræter
|  | Portefølje                                                         |  | Minister           | Parti |
|  | ------------------------------------------------------------------ |  | ------------------ | ----- |
|  | Statssekræter for relationer til parlamentet                       |  | Jean-Marie Le Guen | PS    |
|  | Statssekræter for udenrigshandel, turisme og franskmænd i udlandet |  | Thomas Thévenoud   | PS    |
|  | Europastatssekræter                                                |  | Harlem Désir       | PS    |
|  | Statssekræter for samarbejde og fransktalende                      |  | Annick Girardin    | PRG   |
|  | Statssekræter for transport, fiskeri og havet                      |  | Alain Vidalies     | PS    |
|  | Statssekræter for forskning og videregående uddannelser            |  | Geneviève Fioraso  | PS    |
|  | Budgetstatssekræter                                                |  | Christian Eckert   | PS    |
|  | Statssekræter for handel, håndværk og social økonomi               |  | Carole Delga       | PS    |
|  | Statssekræter for digital økonomi                                  |  | Axelle Lemaire     | PS    |
|  | Statssekræter for veteraner                                        |  | Kader Arif         | PS    |
|  | Statssekræter for territoriale reformen                            |  | André Vallini      | PS    |
|  | Statssekræter for familie, ældre mennesker og selvstændighed       |  | Laurence Rossignol | PS    |
|  | Statssekræter for de handicappede og kamp mod udelukkelse          |  | Ségolène Neuville  | PS    |
|  | Statssekræter for kvinders rettigheder                             |  | Pascale Boistard   | PS    |
|  | Statssekræter for byen                                             |  | Myriam El Khomri   | PS    |
|  | Statssekræter for sporten                                          |  | Thierry Braillard  | PRG   |